# 大叶吊兰
大叶吊兰（学名：Chlorophytum malayense）为百合科吊兰属的植物。分布于泰国、老挝、马来西亚、越南以及中国大陆的云南等地，生长于海拔1,100米至1,450米的地区，一般生于灌丛以及峡谷中，目前尚未由人工引种栽培。